# Marzocchi
Marzocchi. bildades 1949 i Italien och är tillverkare och designare av fjädring.
De tillverkar bland annat cykel- och motorcykelgafflar. Många av BMW, Aprilia, AV, Ducati motorcyklar använder sig av Marzocchi, cykelmärken som Giant, Kona, Trek, Specialized, mm.